# Aulo Cornelio Coso (cónsul 413 a. C.)
Aulo Cornelio Coso  fue un político romano del siglo V a. C. perteneciente a la gens Cornelia.

## Familia
Coso fue miembro de los Cornelios Cosos, una rama patricia de la gens Cornelia. Su lugar en el árbol genealógico de los Cosos es desconocido.

## Carrera pública
Obtuvo el consulado en el año 413 a. C. en el que junto con su colega, Lucio Furio Medulino, se ocupó de investigar la muerte el año anterior del tribuno consular Publio Postumio Albino Regilense.